# Chamaemeles coriacea
Chamaemeles coriacea är en rosväxtart som beskrevs av John Lindley. Chamaemeles coriacea ingår i släktet Chamaemeles och familjen rosväxter. Inga underarter finns listade i Catalogue of Life.